# Corina Belcea
Corina Belcea (Romania, 1975) è una violinista rumena che ha studiato in Gran Bretagna e lavora a Basilea, Svizzera.

## Biografia
Iniziò le lezioni di violino all'età di sei anni. I suoi insegnanti in Romania erano Radu Bozgan e Ştefan Gheorghiu. Nel 1991 prese parte al Concorso internazionale Yehudi Menuhin per giovani violinisti. Yehudi Menuhin la invitò poi a studiare alla Yehudi Menuhin School. La sua insegnante era Natalia Boyarskaya. Continuò i suoi studi al Royal College of Music. Il suo insegnante era Felix Andrievsky.
Nel 1994 mentre ancora studiava al Royal College of Music, fondò il Belcea Quartet.
Ha anche suonato come solista in luoghi come la chiesa St John's, Smith Square, la Queen Elizabeth Hall, il Barbican Centre, la Purcell Room, il Théâtre du Châtelet ed il Théâtre des Champs-Élysées.
La Belcea suona un violino di Pietro Guarneri di Venezia e possiede un violino contemporaneo realizzato da Felix Daniel Rotaru nel 2016.

## Competizioni e premi
- Joint First Prize, Kloster Schöntal International Competition, Abbazia di Schöntal, Germania, 1990
- Secondo premio, Concorso Menuhin, Folkestone, Gran Bretagna. 1995
- Secondo premio, Concorso internazionale per giovani violinisti in onore di Karol Lipinski e Henryk Wieniawski, Lublino, Polonia, 1994
- Primo premio, Bromsgrove Festival, 1997
- LASMO Staffa Music Award, 1998